# Evensjön
Evensjön är en sjö i Strömsunds kommun i Jämtland och ingår i Ångermanälvens huvudavrinningsområde. Sjön har en area på 0,722 kvadratkilometer och ligger 291 meter över havet.

## Delavrinningsområde
Evensjön ingår i det delavrinningsområde (706859-149308) som SMHI kallar för Utloppet av Evensjön. Medelhöjden är 303 meter över havet och ytan är 5,16 kvadratkilometer. Det finns inga avrinningsområden uppströms utan avrinningsområdet är högsta punkten. Vattendraget som avvattnar avrinningsområdet har biflödesordning 4, vilket innebär att vattnet flödar genom totalt 4 vattendrag innan det når havet efter 204 kilometer. Avrinningsområdet består mestadels av skog (58 procent) och sankmarker (16 procent). Avrinningsområdet har 0,72 kvadratkilometer vattenytor vilket ger det en sjöprocent på 14 procent.